# لارس ميلستروم
لارس ميلستروم (14 سبتمبر 1904 – 4 مايو 1983) هو ملاكم سويدي راحل، مثّل بلاده في الألعاب الأولمبية الصيفية 1928.

## روابط خارجية
لارس ميلستروم على موقع أوليمبيديا (الإنجليزية)
- لارس ميلستروم على موقع اللجنة الأولمبية السويدية (السويدية)